# Le Noël des petits santons

Le Noël des petits santons, est une chanson de noël de Provence, de l’opérette « Du soleil dans la lune » (1935) avec un texte et paroles de René Sarvil sur une musique d'Hippolyte Ackermans. 
La chanson fut d'abord créée par le chanteur Alibert accompagné par le Jazz Marseillais
Sellers. Cette chanson est enregistrée chez Pathé le 13 novembre 1935 avec un arrangement d'orchestre de Georges Sellers. 
La chanson fut très populaire en son temps. Gros succès de Reda Caire, elle fut également interprétée par Andrex, Tino Rossi et Ginette Garcin et reçu le Grand prix candide du Disque.